# Atentado al edificio Residencias Tequendama
El atentado al Restaurante Piso 30 del edificio Residencias Tequendama fue un ataque terrorista perpetrado el 13 de diciembre de 2002 en el edificio Residencias Tequendama de la ciudad de Bogotá, Colombia. El ataque consistió en la detonación de un Maletín Bomba abandonado en una de las mesas del lugar. El artefacto fue accionado por un teléfono móvil desde el exterior, el cual contenía un kilo del material explosivo C-4 de origen americano.
Este hecho fue atribuido por el entonces presidente Álvaro Uribe a las Fuerzas Armadas Revolucionarias de Colombia - Ejército del Pueblo (FARC-EP). En el suceso al menos 30 personas resultaron lesionadas, varias con quemaduras de segundo grado. Los más afectados fueron civiles y empleados del restaurante, según las versiones oficiales de la Policía Nacional.

## Atentado
El atentado se realizó por medio del ingreso de un maletín bomba que se abandonó en una de las mesas del restaurante. Este artefacto fue colocado por dos sujetos (hombre, mujer) que aprovechando la escasa vigilancia y su vestimenta formal se camuflaron entre los comensales. Este acontecimiento terrorista fue perpetrado como negativa a la política de seguridad democrática promulgada por el gobierno de Álvaro Uribe, que entre otras buscaba otorgar funciones de policía judicial al Ejército Nacional.
Existen versiones que indican que un grupo de reinsertados comunicó días antes al Gobierno colombiano que el atentado se realizaría en Residencias Tequendama en la fecha y hora en la que sucedieron los acontecimientos, pero este no tomó las medidas de seguridad pertinentes.
Este ataque es posiblemente el comienzo del accionar de las FARC-EP imitando el estilo de ETA y el IRA, porque seguido se dio el Atentado al Club El Nogal y el mismo 13 de diciembre de 2002 cercenaron con un "libro bomba" los dedos de una mano del Senador Germán Vargas Lleras.
El edificio Residencias Tequendama hace parte de las instalaciones del Hotel Tequendama, siendo estos administrados por la Sociedad Hotelera Tequendama SHT, entidad pública adscrita al Ministerio de Defensa Nacional y a la Caja de Retiro de las FFMM. Por esta razón, las FARC-EP escogieron este lugar para colocar el artefacto, además tuvieron en cuenta que a pesar de que en las residencias se hospedan altos funcionarios del Gobierno y personalidades extranjeras sus controles de seguridad son escasos, sumado que para esas fechas la afluencia de personas en el "Piso 30" que ofrecía comida internacional, show en vivo y la mejor vista a la ciudad de Bogotá era alta.

## Sucesos
El día del atentado el restaurante realizaba una versión de su festival internacional de tango, en el cual los comensales disfrutaban de una muestra de baile y gastronomía argentina. Dada la importancia del Piso 30, dos sospechosos (hombre y mujer) ingresaron a este con una hora de anterioridad, ocuparon una de sus mesas y posteriormente lo abandonan a las 22:30 hora local, para así detonar con un celular desde el exterior la carga explosiva oculta en un maletín. Producto de la activación del artefacto se inició un incendio que le ocasionó graves quemaduras a los visitantes del lugar, la conflagración se extinguió minutos más tarde por los rociadores de emergencia de la edificación. En simultáneo, vidrios con fragmentos de la explosión cayeron sobre la carrera 10.ª y la plazoleta adyacente a las Residencias Tequendama. 
Uniformados de la Policía Militar que custodiaban el lugar subieron hacia las 23:00 hora local, para evacuar los heridos. Varios de estos fueron sacados en brazos por los militares a la carrera décima, pero al no contar con los servicios asistenciales en la zona, las personas que revestían gravedad fueron colocadas en una patrulla de la Policía Nacional que los trasladó al Hospital San Ignacio.
Una de las mesas del lugar fue reservada por una familia para la celebración de una graduación, saliendo gravemente afectada ya que se encontraba al lado de la mesa o silla donde estaba camuflado el maletín bomba.

## Autoría
Ningún grupo se ha atribuido oficialmente la responsabilidad del atentado.
En los medios de comunicación el presidente de la República atribuyó este crimen a las FARC-EP, ya que estos estaban en contra de la plenaria del Congreso de la República que quería otorgarle al Ejército Nacional el grado de Policía judicial.

Este es un atentado que está muy directamente orientado hacia el Congreso. Primero en cabeza del senador Germán Vargas Lleras y después en un edificio donde viven muchos congresistas, que es Residencias Tequendama. La respuesta tiene que ser cumplir los deberes con la Patria. Sé que el Congreso va a estar a la altura de las circunstancias, que no va a aceptar chantajes, que no se va a arredrar ante esta presión y que madrugará el lunes a dotar al Estado Colombiano de todos los instrumentos legales que se requieren para poder enfrentar este desafío del terrorismo.
Álvaro Uribe Vélez

## Demanda y Reparación
El caso fue presentado por las principales víctimas civiles de los hechos ante el Tribunal Administrativo de Cundinamarca siendo esta la Sentencia No. 2005-00050 del 28 de abril de 2011, en donde se le pide la reparación directa a las víctimas por parte de la Nación, siendo este caso archivado en el tribunal, en donde hasta la fecha después de insistencias no se obtiene repuesta alguna por parte del Gobierno nacional, dejando este caso impune.

## Víctimas del Atentado
En este listado se encuentran las víctimas del atentado, que fueron heridas física y psicológicamente, que hoy en día reclaman justicia por parte del Gobierno nacional, ya que desde el 2002, no se ha hecho la debida reparación y no se ha obtenido ninguna clase de pronunciamiento por parte de los organismos implicados en este caso.
- Félix Eduardo Rodríguez Medina
- Blanca Ligia Tunjano
- Jacqueline Ramírez Tunjano
- Ingrid Milena Ramírez Tunjano
- Adriana Ramírez Tunjano
- Mónica Astrid Ramírez Tunjano
- Edilberto Ramírez Puerto
- Sebastián Felipe Ramírez
- Archibaldo José Villanueva Perruelo
- Yamile Villanueva Perruelo
- Carlos Iván Baena Villanueva
- Carlos Julio Ramírez Sánchez
- Marta Cecilia Riveros Arcila
- Germán Arturo Coy Montaña
- María Teresa Coy de Coy
- Alejandra Coy Coy
- Catalina Coy Coy
- Germán Coy Coy